# Don't Forget the Chaos
Don't Forget the Chaos è una raccolta della band hardcore punk The Exploited pubblicata nel 1992.

## Tracce
1. Race Against Time
2. Propaganda
3. God Saved The Queen
4. Dead Cities
5. UK '82
6. Rival Leaders
7. Cop Cars
8. Psycho
9. Sex & Violence
10. Exploited Barny Army
11. Army Life
12. Wankers
13. Anarchy
14. Alternatives
15. Jimmy Boyle
16. Punks Not Dead
17. Dogs Of War
18. Let's Start A War

## Formazione
- Wattie Buchan - voce
- Fraser Rossetti (Fraz) - chitarra
- Mark Smellie (Smeeks) - basso
- Willie Buchan - batteria